# Nzérékoré
Nzérékoré , N’Zérékoré ou Zaly est la plus grande agglomération de la Guinée forestière, la région du sud-est de la république de Guinée, et la troisième plus grande ville du pays après Kankan et Conakry. C'est le chef-lieu de la préfecture de Nzérékoré.

## Géographie
Nzérékoré se trouve entre 7°32 et 8°22 latitude Nord et 9°04 longitude Ouest et s'étend sur 47,3 km2. La distance avec les préfectures voisines est de 39 km pour Nzérékoré-Lola, 62 km pour Nzérékoré-Yomou, 125 km pour Nzérékoré-Beyla, 135 km pour Nzérékoré-Macenta.

### Relief
Nzérékoré est à une élévation de 480 m et son relief est accidenté. Le plateau est dominé par des collines tantôt gneissiques (Gonia) tantôt quartziques (Gboyéba). La ville possède trois monts importants : Götö (450 m), Hononye et Kwéléyé (350 m).

### Climat
Il est de type subéquatorial d'altitude. Il existe deux saisons : la saison sèche (décembre-mars) et la saison des pluies (avril-novembre).

### Hydrographie
Le cours d'eau principal est la rivière Tilè.

### Végétation

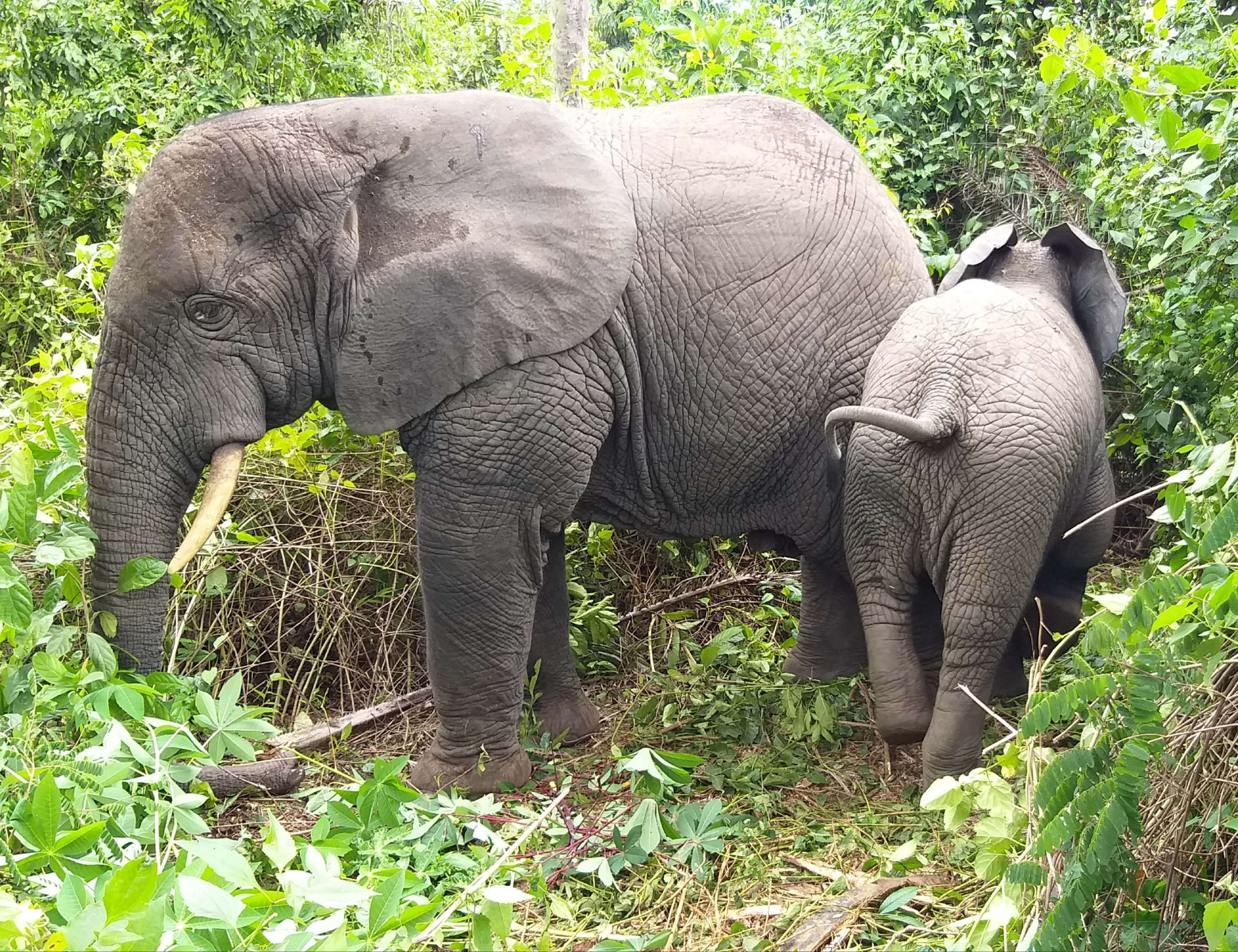
Éléphant à Nzérékoré

Il existe un périmètre de reboisement de 78 ha faisant objet de classement par arrêté no 19/SEF/du 10/10/1951 appelé Forêt du 1er mai.

## Histoire
L'installation des populations remonte aux XVIe et XVIIe siècles : mouvements migratoires de Guerzé (ou Kpéllès) et Manons. Vers 1700, ces populations sont rejointes par les Koniakés. Vers 1800, les Guerzés s'installent définitivement dans la région.
À la fin de l'éphémère empire wassoulou entre 1878 et 1898, sous Samory Touré, et des guerres mandingues entre 1883 et 1898, la région est soumise par les troupes coloniales françaises.

### AuXXesiècle
En 1911, la ville est le foyer de tensions avec les autorités françaises. Fin 1913, une mission catholique est créée par Alexis Lemaître,.
La ville s'est peuplée rapidement après la Seconde Guerre mondiale quand elle est devenue le centre administratif et commercial de la Guinée forestière. Une scierie a été construite et une usine de contreplaqué qui ont aidé l'économie locale. L'avenir économique de la ville peut compter sur des dépôts de fer riches trouvés près de la ville.
La ville est proche de la frontière avec la Côte d'Ivoire et le Liberia. La ville a été secouée par des perturbations dans les années 1990 et au début des années 2000 à cause de la première et la deuxième guerre civile libérienne. Beaucoup de réfugiés de ces conflits sont venus à Nzérékoré. D'autres réfugiés sont venus de la Côte d'Ivoire. La population de la ville, avec ces peuples, a été évaluée à presque 300 000 habitants.
En 1991, des affrontements tribaux ont fait une douzaine de morts à Nzérékoré à la suite d'élections communales,.

### AuXXIesiècle
Une grève générale est suivie à partir du 10 janvier 2007 pour dénoncer la corruption et des détournements de fonds publics dans le pays. Lors d'une manifestation de 4 000 à 5 000 personnes dans les rues de Nzérékoré, la police tire sur les participants, tuant tuant trois personnes et faisant 12 blessés.
Des affrontements dans Nzérékoré ont 2013 causent des dizaines de morts.
En mars 2020, suite à des élections législatives et un référendum, de nouveaux affrontements meurtriers ont lieu à Nzérékoré,. Selon l'organisation Human Rights Watch, ces affrontements entre partisans du gouvernement et de l’opposition aux bureaux entre le 22 et le 24 mars, ont fait dans la ville au moins 32 morts dont 3 enfants, 90 blessés et des dégâts et destructions dans des dizaines de maisons, magasins et églises.
Le 1er décembre 2024, des incidents ont lieu dans le stade de la ville, lors du trophée « Général Mamadi Doumbouya » entre l'équipe de football de Nzérékoré et celle de Labé. Des échauffourées avec la police et des mouvements de foule causent la mort d'au moins 56 personnes,,. Présents lors du match, les ministres des Sports Kéamou Bogola Haba, et de l'Agriculture, Felix Lamah, sont évacués.

## Population
La population de la ville de Nzérékoré était estimée à 224 791 habitants en 2008 (contre 107 329 en 1996,soit une hausse moyenne annuelle de 6,35 %). Nzérékoré est la deuxième ville la plus peuplée du pays après la capitale.
À partir d'une extrapolation du recensement de 2014 (RGPH3), la population de Nzérékoré Centre a été estimée à 208 580 personnes en 2016.

### Composantes
La ville est composée de plusieurs ethnies plus ou moins représentées : les Guerzés, les Manons, les Koniakes, les Peuls, les Tomas, les Kissis et les Soussous. Il y a aussi quelques communautés étrangères : Maliens, Sénégalais, Nigérians, Ivoiriens, et Burkinabés. Les réfugiés politiques sont souvent pour la plupart libériens ou sierra-léonais.
Les habitants utilisent principalement le kpèllé, le koniaké et le mano pour communiquer.

### Religion
Nzérékoré est le siège éponyme d'un diocèse de Nzérékoré, fondé en 1959.

## Subdivision administratif
Nzérékoré est une commune urbaine avec 22 quartiers et 100 secteurs.

## Voirie urbaine
La longueur de la voirie urbaine de Nzérékoré est de 95 km dont 25 km bitumés et 70 km non bitumés.

## Situation scolaire
Élémentaire public : 94 bâtiments pour 23 établissements, 199 salles de classe pour 15 916 élèves dont 6 773 filles. Les professeurs sont 273 dont 153 femmes.
Élémentaire privé : 17 bâtiments pour 9 établissements, 60 salles de classe pour 2 107 élèves dont 315 filles.
Secondaire : 14 établissements dont 6 privés et 3 professionnels, le nombre de salles de classe est de 134 pour un effectif de 8 884 élèves dont 2 104 filles. Les professeurs sont 83 dont 6 femmes.

## Économie

### Agriculture
Le type d'agriculture est varié : cultures vivrières (riz, maïs), tubercules (manioc, patate douce, taro), cultures d'exportations (café, cacao, cola, huile de palme), cultures maraîchères (laitue, tomate, gombo, concombre, aubergine).

### Élevage
Si les ovins, caprins et porcins sont élevés dans la ville, les bovins sont importés des préfectures voisines destinés directement pour la boucherie.

### Pêche
Il existe des embryons de pisciculture.

### PME
Il existe de nombreuses PME (petites et moyennes entreprises) principalement dans la couture, coiffure, menuiserie, teinture, raphia, mécanique, boulangerie, boucherie, tapisserie, etc. Il existe également trois marchés : marché central, marché Dorota et marché Mohomou, Boma. Le jour du marché hebdomadaire est le mercredi.

## Personnalités liées à la ville
- Bangaly Djenassa Kourouma (1990-), économiste et homme politique guinéen.
- Moussa Dadis Camara, militaire et ex-président de la république de Guinée, né à Nzérékoré[20].
- Eugène Camara (1942-2019), homme politique guinéen.
- Ibrahima Barry et Abdoulaye Barry, inventeurs de l'alphabet adlam en 1989[21].
- Sakoba Keita (1954-), médecin épidémiologiste guinéen.
- Papa Koly Kourouma (1962-), homme politique guinéen.
- Grand Sama, musicien guinéen.
- Frédéric Loua, homme politique guinéen.
- Isabelle Loua, cinéaste guinéenne.
- Christelle Méniane Doré, épouse du premier ministre Bernard Goumou.
- Claude Pivi, officier, né à Nzérékoré.